# 1000 причини да се гордеем, че сме българи
Алманахът „1000 причини да се гордеем, че сме българи“ е издание на фондация „Българска гордост“. Излиза от печат в Стара Загора през 2008 година. Енциклопедичният сборник е издаден на български и английски език и съдържа 330 страници.

## История
Книгата-алманах е отпечатана в чест на влизането на България в Европа. Сборникът е плод на колективното усилие на специалисти от повече от 60 музея в страната, научни институти и университети. Идеята е на Надя Тончева, а изпълнителен директор на Фондацията издател на книгата е Димитър Баръмов. Председател на фондацията издател е Петър Желязков. В изданието са представени 1000 от най-значимите постижения на българите през вековете. Изброени са исторически, културни, научни, спортни и други български постижения от световна величина.